# Anfiteatro romano di Alba Fucens
L'anfiteatro romano di Alba Fucens è un anfiteatro di epoca romana situato nell'area archeologica di Alba Fucens, nel comune di Massa d'Albe (AQ). Dichiarato nel 1902, unitamente alle altre opere romane della città antica, monumento nazionale degno di essere conservato, dista pochi chilometri dalla città abruzzese di Avezzano.

## Storia

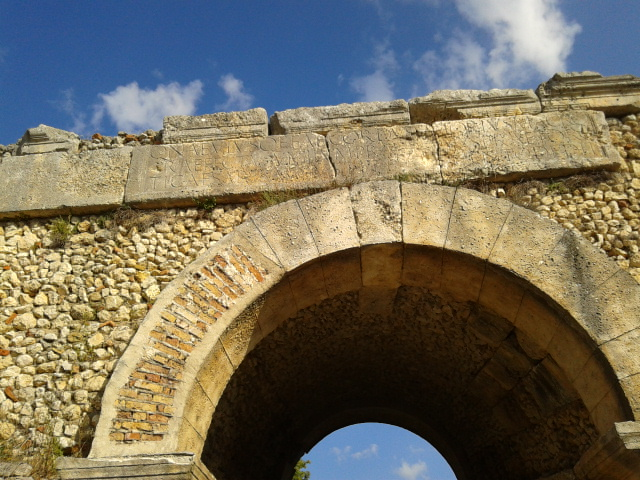
L'iscrizione latina che attesta il legato testamentario di Macrone

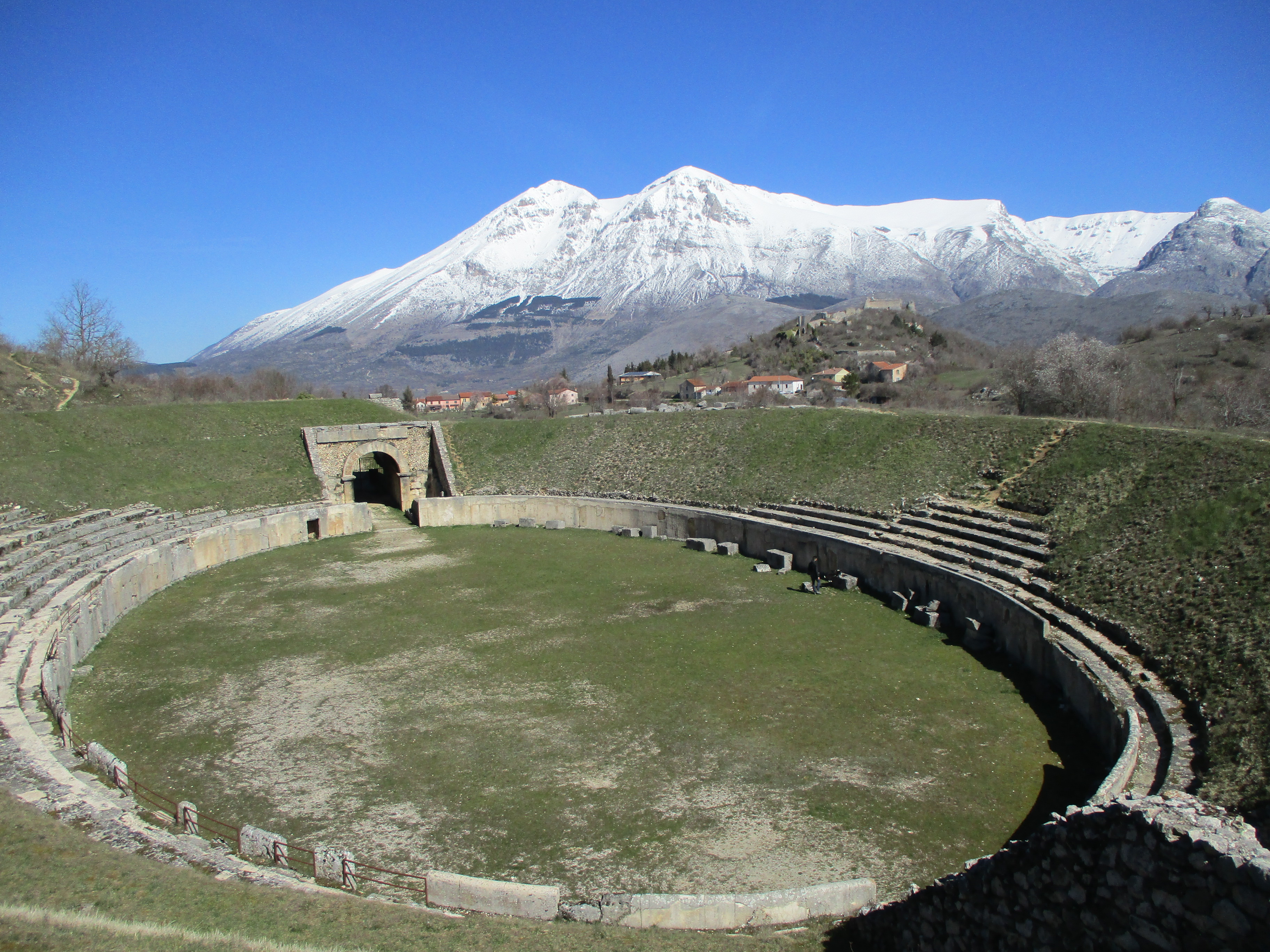
Le "vette sorelle" del monte Velino sullo sfondo dell'anfiteatro albense

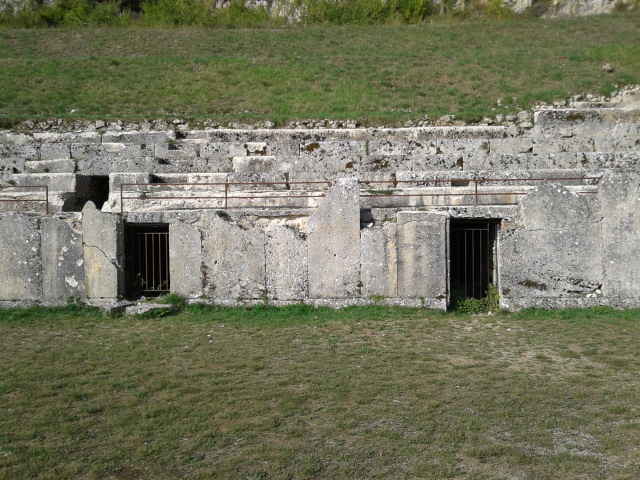
Ingressi del cunicolo visti dall'arena

L'anfiteatro di Alba Fucens, situato sul colle di San Pietro, fu costruito dopo il 38 d.C. successivamente alla morte di Nevio Sutorio Macrone, prefetto del pretorio e prefetto dei vigili, incarichi che ricoprì durante il governo dell'imperatore romano Tiberio. Alla morte di quest'ultimo fu ben presto costretto alla fine da Caligola, nonostante l'iniziale profonda amicizia. Macrone si sarebbe tolto la vita per evitare la requisizione dei beni. Attraverso un testamento poté donare una parte dei suoi averi per far costruire nella sua città natale un anfiteatro. La struttura fu in parte scavata nella roccia del colle di San Pietro, uno dei tre colli che cingono l'area della città antica, e in parte dotata di muratura recuperata dalle preesistenti domus.
La città antica fu progressivamente abbandonata, in particolare dopo un grave terremoto della prima metà del VI secolo e in coincidenza con il dominio longobardo dell'area marsicana e del Fucino, che favorì lo sviluppo del borgo medievale di Albe sul dominante colle di San Nicola a oltre 1000 m s.l.m.
La riscoperta del sito e i primi scavi avvennero nel 1949 ad opera di un gruppo di archeologi belgi dell'Università Cattolica di Lovanio guidati da Fernand De Visscher e del "Centro belga di ricerche archeologiche" di Joseph Mertens in missione in Italia centrale e meridionale. In seguito gli scavi che riportarono alla luce anche l'anfiteatro furono più volte promossi dalla Soprintendenza ai beni archeologici dell'Abruzzo che ebbe il compito di ricomporre, in maniera più fedele possibile, i vari ambienti dell'area albense.

## Descrizione
L'anfiteatro è situato a circa 990 m s.l.m. sulla collina di San Pietro non distante dall'omonima chiesa romanica. Di forma ellittica, con asse maggiore di 96 metri e asse minore di 79 metri, lo spazio dell'arena equivale a circa la metà di quello dell'anfiteatro Flavio, mentre avrebbe potuto contenere un numero pari a circa 10 700 spettatori. Le gradinate durante gli spettacoli gladiatori o con gli animali venivano protette con dei parapetti.
Sotto la gradinata di destra, rispetto all'ingresso principale, si trova il cunicolo utilizzato dalla servitù.
Alle estremità si trovano i due ingressi. Quello monumentale sul lato della città presenta sopra l'arco un'iscrizione latina che ricorda il legato testamentario di Macrone con cui fu possibile edificare l'opera. Poco prima dell'arena, accanto all'ingresso principale, ci sono i resti di alcune abitazioni preesistenti di epoca repubblicana.